# 페데리코 1세 곤차가
페데리코 1세 곤차가(이탈리아어: Federico I Gonzaga, 1441년 6월 25일 - 1484년 7월 14일)는 1478년부터 1484년까지의 만토바의 변경백이자 콘도티에로이다.

## 생애
페데리코는 1441년 만토바에서 루도비코 3세 곤차가와 브란덴부르크의 바르바라의 아들로 태어났다. 그는 궁정 화가 안드레아 만테냐의 절친한 친구였고 만테냐의 어머니와 더불어 비토리노 다 펠트레(1446년), 특히 이아코포 다 산 카시노(1446년에서 1449년), 오니베네 다 로니고(Ognibene da Lonigo, 1449년부터)로부터 교육을 받았다.
그는 1470년까지 밀라노의 스포르차 가문과 싸웠고 1478년 6월 14일 만토바의 변경백 자리를 계승했다. 하지만 그는 만토바의 소유품들을 형제들과 나눠야만 하였다.
페데리코는 계속해서 콘도티에로로 활동하였고, 그가 만토바 변경백 자리를 자주 비운 동안에는 에우세비오 말라테스타(Eusebio Malatesta)가 관리했으며, 반면에 군대는 처남인 프란체스코 세코 다라고나(Francesco Secco d'Aragona) 지휘하에 있었다. 페데리코는 특히 공격적이였던 베네치아 공화국을 상대로 밀라노 공국 방어전에 여러 차례 참여하였다. 이 전쟁 중에 프란체스코 세코가 아솔라와 다른 베네치아의 영토를 점령하였다. 나중에 평화 조약이 치러진 후, 밀라노의 루도비코 스포르차가 아솔라를 밀라노로 반환을 요청했고 이를 프데레리크 신성 로마 황제가 묵인하였다.
그는 43세의 나이에 만토바에서 사망했고, 성안드레아 성당에 묻혔다.

## 가족
1463년에 그는 바이에른 공작 알브레히트 3세와 안나 브라운슈바이크-그루벤하겐 공작부인의 딸이자 바이에른 공작 요한 4세의 자매인 바이에른의 마르가레트와 혼인하였다. 그들은 다음의 자식을 두었다:
- 클라라 곤차가 (1464년-1503년) : 1482년에 세사(Sessa) 공작인 부르봉-몽팡시에의 질베르와 혼인하였으며, 샤를 3세 드 부르봉의 부모이다.
- 프란체스코 2세 곤차가 (1466년-1519년) : 1490년에 나폴리의 페르디난도 1세의 딸인 이사벨라 데스테와 혼인하였으며, 우르비노 공작인 프란체스코 마리아 1세 델라 로베레의 시부모이자 구이도발도 다 몬테펠트로의 조카이다.
- 시지스몬도 곤차가 (1469년–1525년)
- 엘리사베타 곤차가 (1471년–1526년) : 1489년에 우르비노 공작인 구이도발도 다 몬테펠트로와 혼인하였다.
- 마델레나 곤차가(Maddelena Gonzaga, 1472년–90년) : 1489년에 나중에 루크레치아 보르자와 혼인하게 되는 페사로(Pesaro)와 그라다라(Gradara)의 군주인 조반니 스포르차와 혼인한다.
- 조반니 곤차가 (1474년–1525년) : 1493년에 라우라 벤티볼리오(Laura Bentivoglio, 1523년 사망)와 혼인하여 자식을 가졌다. 그의 후손인 His descendants, the Marquises of 베스코바토(Vescovato) 백작은 18세기 이후로 , 곤차가 가문의 대를 이어왔다.

## 같이 보기
- 이탈리아 전쟁

## 자료
- Coniglio, Giuseppe (1967년). 《I Gonzaga》. Varese: Dall'Oglio.

| 전임 루도비코 3세 | 만토바 변경백 1444년 - 1478년 | 후임 프란체스코 2세 |